# Староукраїнство
Староукраїнство — колишня козацька еліта, представники якої першими поставили українське питання на порядок денний суспільно-політичного життя.

## Історія виникнення
Втративши гетьманську державу, староукраїнці постали перед загрозою втрати свого провідного становища в суспільстві. Щоб зберегти його, представники української еліти змушені були домагатися прав на російське дворянство. Аби довести законність своїх домагань, вони зверталися до історичних джерел. Так розпочався період активної діяльності «любителів малоросійської старовини». Водночас із пошуком доказів свого шляхетного походження староукраїнці зібрали дуже багато документів про славетне історичне минуле своїх предків — козацьку старшину.

## Діяльність
Спочатку шукали підтвердження своїх прав на російське дворянство в історичних документах, щоб зберегти провідне становище в суспільстві. Згодом зацікавились історичним минулим свого народу.

## Внесок у формування нації
- Поширення інтересу до історії, мови, життя народу (утвердження ідеї народності).
- Проведення досліджень у галузі етнографії та фольклору.  Зокрема український етнограф Григорій Калиновський 1777 року опублікував у Санкт-Петербурзі книгу про українські народні звичаї «Опис весільних українських простонародних обрядів у Малій Росії… складене Григорієм Калиновським, армійських піхотних полків, що служить в Українській дивізії прапорщиком» (рос. Описание свадебных украинских простонародных обрядов в Малой России… сочиненное Григорьем Калиновским, армейских пехотных полков, состоящим в Украинской дивизии прапорщиком), та Яків Маркевич 1798 року опублікував «Записки про Малоросію, її жителів та виробництва».

## Значення діяльності
Зрештою нащадки козацької старшини отримали права на російське дворянство та почали переймати російські звичаї, культуру, манери і побут. Зі зреченням від української культури їм здавалося, що разом з їхньою смертю помре й Україна. Найкращі зі староукраїнців бачили своє патріотичне завдання лише в тому, щоб за допомогою своїх історичних праць зберегти пам'ять в історії про Україну, що вже зникає. Свої історичні твори вони вважали пам'ятником славному минулому України-Гетьманщини.